# Ретуерта-дель-Бульяке
Ретуерта-дель-Бульяке (ісп. Retuerta del Bullaque) — муніципалітет в Іспанії, у складі автономної спільноти Кастилія-Ла-Манча, у провінції Сьюдад-Реаль. Населення — 1173 особи (2010).
Муніципалітет розташований на відстані близько 120 км на південний захід від Мадрида, 65 км на північний захід від Сьюдад-Реаля.
На території муніципалітету розташовані такі населені пункти: (дані про населення за 2010 рік)
- Пуеблонуево-дель-Бульяке: 259 осіб
- Ель-Молінільйо: 7 осіб
- Ретуерта-дель-Бульяке: 907 осіб

## Демографія
Динаміка населення (INE ):

## Галерея зображень
- Розташування муніципалітету у провінції Сьюдад-Реаль